# Poststation

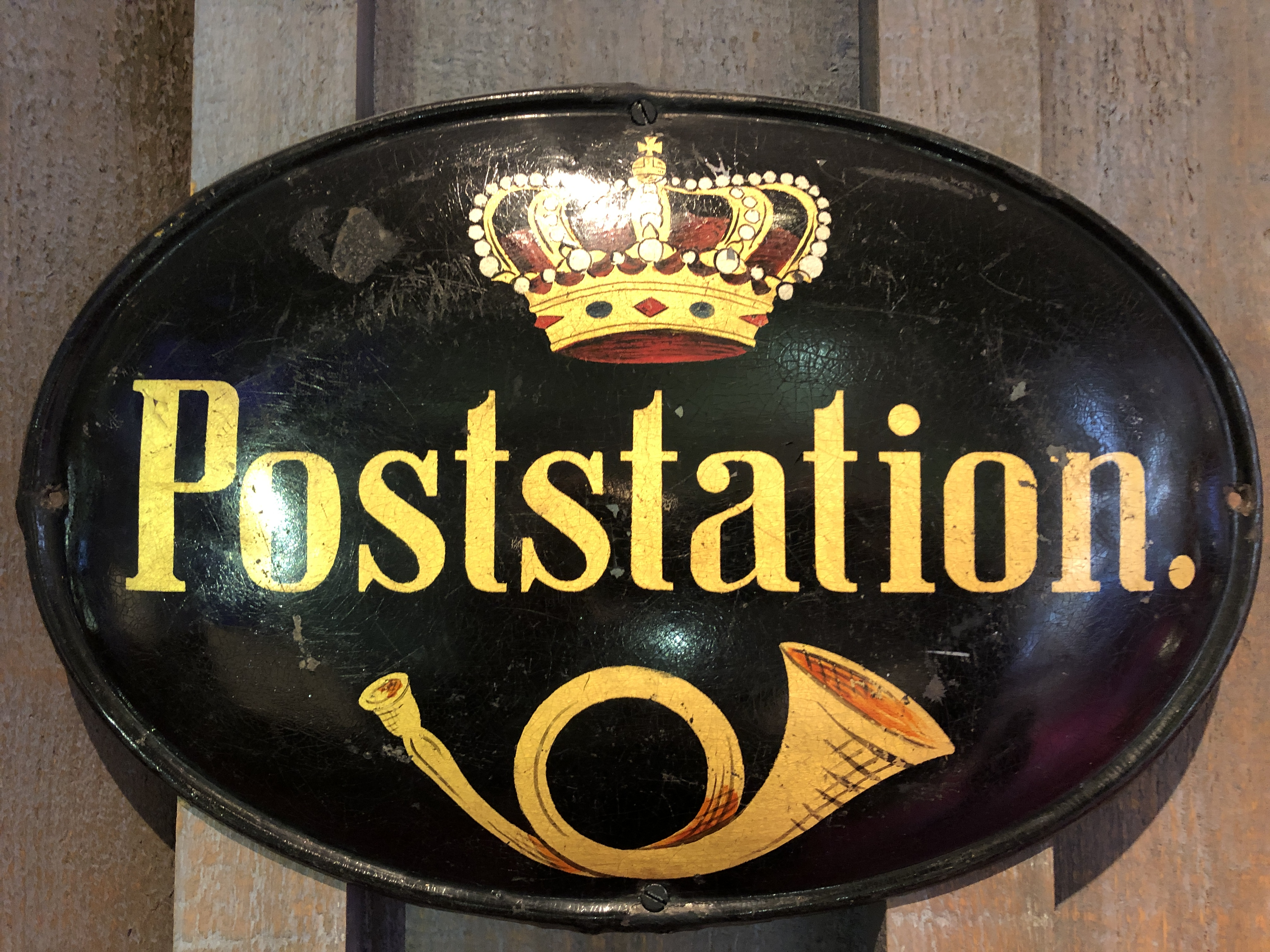
Poststationsskylt på Postmuseum

Poststation var en fast postinrättning (postal organisationsform) i Sverige, med ett från början begränsat postalt tjänsteutbud. Postens fulla tjänsteutbud tillhandahölls av postkontor. Postkontoret och de underställda poststationerna leddes av en postmästare. Andra organisationsformer under samma tidsperiod var postexpedition, filialpostkontor och brevsamlingsställe.

## Historik
Från 1861 inrättade Postverket poststationer, efter en av verket utarbetad instruktion från 4 oktober 1860. Dessa sköttes på entreprenad av en poststationsföreståndare. Några av de nyinrättade poststationerna ersatte så kallade postuppsyningsmannaplatser.
Efter beslut i Sveriges riksdag 1873 kom antalet poststationer att byggas ut kraftigt. Den bärande idén var att varje kommun skulle ha en egen poststation. I slutet av 1876 fanns det sålunda 1.686 poststationer i Sverige. Införandet av lantbrevbäring och nedläggning av små olönsamma poststationer gjorde att antalet minskade till 1.440 år 1879, för att sedan stadigt öka till år 1945, då ett maximum för denna organisationsform nåddes med över 3.800 enheter i hela landet.
Under den stora expansionen under 1870-talets mitt kom kontraktsinnehavarna – entreprenörerna – att utgöras av bland annat länsmän, skollärare, präster, brukspatroner, handlare, stinsar, hemmansägare, änkor och fröknar (endast myndiga ej gifta kvinnor kunde komma i fråga). I många fall var det sedan någon annan familjemedlem eller anställd som skötte mycket av det praktiska arbetet.
I takt med järnvägens utbyggnad kom fler och fler poststationer att förenas med järnvägsstationerna, med stinsen eller stationsförmannen som ansvarig. Detta betydde att andelen kvinnliga poststationsföreståndare, som från början var relativt hög med dåtidens mått mätt, minskade fram till sekelskiftet.
Det finns flera exempel på lanthandlare som åtog sig poststationsgöromålen utan kostnad för postverket. Ett exempel är poststationen i Grinstad, Dalsland som öppnade 1 januari 1889.
Kring 1920 började man övergå från kontrakt på anbud till mer fasta tariffer beroende på poststationens postmängd mm som ersättning till föreståndaren. Även biträden började arvoderas på större poststationer. Poststationer med stor verksamhet blev till postexpeditioner eller postkontor.
År 1973 fattades beslutet om att denna organisationsform skulle avvecklas. Detta skedde från mitten av 1970-talet och in på 1980-talet.

## Tjänsteutbud
Poststationens tjänsteutbud var begränsat. Postens fulla tjänsteutbud tillhandahölls bara av postkontoren och i viss mån av postexpeditionerna. Dessa fanns i städer och på större orter och var bemannade med av postverket anställd personal.
Tidigt delade man in poststationerna i olika klasser beroende på vilka tjänster de kunde tillhandahålla. Exempelvis kunde man inte skicka paket som vägde mer än 1 1/2 kg till poststationer av den lägsta klassen (klass 2). Andra begränsningar gällde hur stora belopp från postanvisningar som kunde utbetalas. Organisationsformen brevsamlingsställen kan i detta sammanhang betraktas som en tredje klassens poststation där tjänsteutbudet var fokuserat på inlämning av brev och paket.
Från början var det kontraktsinnehavaren som stod för postlokal, varför kvaliteten och servicen kom att variera betydligt, vilket kan utläsas av Postverkets många inspektionsrapporter. En del poststationer hade fack, vilka kunde hyras av kunderna. Dessa gjorde det möjligt för kunden att hämta sin post även när poststationen var stängd.
1929–1939 kom även vissa poststationer nära landets gränser att få utfärda nordiskt resekort, en legitimationshandling som kunde användas i stället för pass vid resor i de nordiska grannländerna.
Efter Postgirots inrättande år 1925 kom poststationerna spela en än viktigare roll i penninghanteringen inom landet.
Även Postsparbankens tjänster förmedlades av poststationerna.
På en del orter, bland annat vissa brunnsorter (t.ex. Lokabrunn), exercisplatser (t.ex. Salbohed före 1907), badorter (t.ex. Mälarbaden) och fjällturistanläggningar (t.ex. Abisko turiststation), har det funnits säsongsöppna poststationer. Vissa poststationer under 1800-talet var endast öppna under seglationssäsongen (exempel Stenungsund).

## Filateli
Som filatelist finner man många bevis på poststationernas existens. Det är främst de datumstämplar (ortsstämplar) som gjorts på frimärken och hela försändelser, men även på kvitton, avier och dokument som är av intresse.
De första poststationerna utrustades inte från start med stämplar. Från 1863 kom vissa poststationer vid järnvägarna att tilldelas en stämpel med ortnamnet och en enkel figur med parvisa linjer utgående från centrum. Dessa stämplar benämns idag av samlare för strålstämplar.
Från 1868 började man tilldela poststationerna datumstämplar. Där framgår postortens namn överst. Några poststationer blev så kortlivade eller bytte namn så snabbt efter att de hade inrättats, så att de inte hann få någon stämpel.

## Organisation
Poststationen utgjorde inte en ekonomiskt självständig enhet. Bokföring och personalärenden sköttes av det överordnade postkontoret, som leddes av en postmästare, (före 1882 även av postexpeditioner). En poststation kunde även lyda under en ambulerande järnvägspostexpedition.
Tillfälliga poststationer har inrättats i samband med olika evenemang. Dessa har då utrustats med en särskild minnespoststämpel.